# Victor Vanderslyen
Victor Hubert Henri Ghislain Vanderslyen (ur. 7 marca 1904 w Antwerpii, zm. ?) – belgijski żeglarz, olimpijczyk.
Na regatach rozegranych podczas Letnich Igrzysk Olimpijskich 1924 wystąpił w klasie 8 metrów zajmując 4 pozycję. Załogę jachtu Antwerpia V tworzyli również Fernand Carlier, Maurice Passelecq, Emmanuel Pauwels i Paul Van Halteren.